# Xiema (köpinghuvudort i Kina, Hubei Sheng, lat 31,62, long 111,17)
Xiema (kinesiska: 歇马, 歇马镇) är en köpinghuvudort i Kina. Den ligger i provinsen Hubei, i den centrala delen av landet, omkring 320 kilometer väster om provinshuvudstaden Wuhan. Antalet invånare är 42 752. Befolkningen består av 20 471 kvinnor och 22 281 män. Barn under 15 år utgör 11,0 %, vuxna 15-64 år 77 %, och äldre över 65 år 10,0 %.
Runt Xiema är det ganska tätbefolkat, med 86 invånare per kvadratkilometer. Xiema är det största samhället i trakten. I omgivningarna runt Xiema växer i huvudsak blandskog.
Genomsnittlig årsnederbörd är 1 119 millimeter. Den regnigaste månaden är augusti, med i genomsnitt 204 mm nederbörd, och den torraste är december, med 12 mm nederbörd.